# Amstel Hotel
Amstel Hotel, InterContinental Amstel Amsterdam, är ett femstjärnigt lyxhotell i Nederländernas största stad Amsterdam.
Initiativtagare till hotellet, som invigdes 1867, var läkaren och stadsplaneraren Samuel Sarphati. Byggnaden ritades av arkitekten Cornelis Outshoorn. Hotellet består av 55 rum och 24 sviter och restaurangen La Rive har en stjärna i Michelinguiden.
Under hotellets första decennier höll den berömde läkaren Johann Georg Mezger mottagning där och lockade då dit kungligheter och annan överklass från stora delar av världen.